# Ptačí oblast Českobudějovické rybníky
Českobudějovické rybníky jsou ptačí oblast v okresech České Budějovice a Prachatice v Jihočeském kraji. Vyhlášena byla 25. listopadu 2009 a její rozloha je 6 362,1 hektarů. Ptačí oblast se rozkládá v nadmořské výšce 374–425 metrů.
V okrese České Budějovice se rozkládá na katastrálních územích Bavorovice, Břehov, Čejkovice u Hluboké nad Vltavou, České Budějovice 2, České Vrbné, Češnovice, Dasný, Dívčice, Haklovy Dvory, Hluboká nad Vltavou, Jaronice, Křenovice u Dubného, Lékařova Lhota, Malé Chrášťany, Munice, Mydlovary u Dívčic, Nákří, Olešník, Pašice, Pištín, Plástovice, Sedlec u Českých Budějovic, Tupesy, Vlhlavy a Zliv u Českých Budějovic. V okrese Prachatice se rozkládá na katastrálních územích Mahouš a Němčice u Netolic.
Ptačí oblast byla vyhlášena za účelem ochrany populace kvakoše nočního (Nycticorax nycticorax), rybáka obecného (Sterna hirundo), slavíka modráčka (Luscinia svecica), husy velké (Anser anser) a kopřivky obecné (Anas strepera).
Do ptačí oblasti spadá mj. rybník Bezdrev a maloplošná zvláště chráněná území Hlubocké hráze, Rybník Motovidlo, Velký Karasín, Mokřiny u Vomáčků a Vrbenské rybníky.